# Филипп (сын Персея Македонского)
Филипп (др.-греч. Φίλιππος; 182—164 годы до н. э.) — македонский царевич из династии Антигонидов.
Филипп родился в 182 году до н. э. в семье царя Македонии Филиппа V и стал самым младшим сыном. Позже его усыновил старший брат Персей. После разгрома Македонии в войне с Римом Филиппа вместе с другими членами царского дома увзли в Италию. Там он жил с отцом под домашним арестом в Альбе Фуцинской и пережил Персея всего на два года.
Приблизительно в 150 году до н. э. авантюрист из азиатского города Адрамиттий по имени Андриск объявил, что он и есть Филипп, тайно отданный во время войны на воспитание некоему критянину. Следствием этого стала Четвёртая Македонская война. За царевича выдавал себя и Лже-Филипп II.